# Liste der Kardinalskreierungen Clemens’ XII.

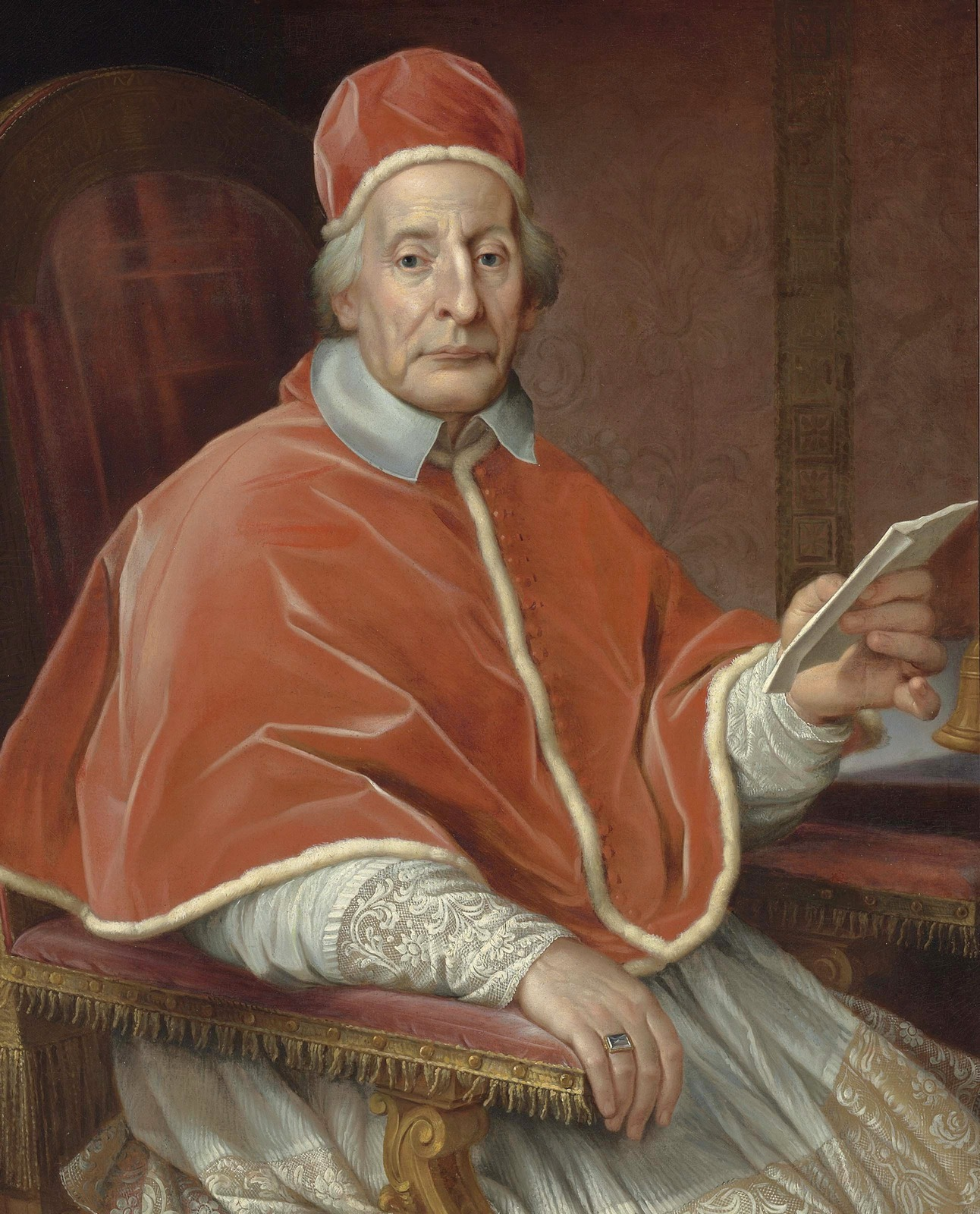
Clemens XII.

Papst Clemens XII. (1730–1740) kreierte 35 Kardinäle in 15 Konsistorien.

## 14. August 1730
- Neri Maria Corsini

## 2. Oktober 1730
- Alessandro Aldobrandini
- Girolamo Grimaldi
- Bartolomeo Massei
- Bartolomeo Ruspoli

## 24. September 1731
- Vincenzo Bichi
- Sinibaldo Doria
- Giuseppe Firrao
- Antonio Saverio Gentili
- Giovanni Antonio Guadagni OCD

## 1. Oktober 1732
- Troiano Acquaviva d’Aragona
- Agapito Mosca

## 2. März 1733
- Domenico Riviera

## 28. September 1733
- Marcello Passari
- Giovanni Battista Spinola

## 24. März 1734
- Pompeio Aldrovandi
- Serafino Cenci
- Pietro Maria Pieri OSM
- Giacomo Lanfredini

## 17. Januar 1735
- Giuseppe Spinelli

## 19. Dezember 1735
- Luis de Borbón y Farnesio

## 20. Dezember 1737
- Tomás de Almeida
- Henri Oswald de La Tour d’Auvergne
- Joseph Dominikus von Lamberg
- Gaspar de Molina y Oviedo OSA
- Jan Aleksander Lipski
- Raniero d’Elci
- Carlo Rezzonico

## 23. Juni 1738
- Domenico Silvio Passionei

## 19. Dezember 1738
- Silvio Valenti Gonzaga

## 23. Februar 1739
- Carlo Gaetano Stampa
- Pierre Guérin de Tencin

## 15. Juli 1739
- Marcellino Corio

## 30. September 1739
- Prospero Colonna
- Carlo Maria Sacripante